# 祝榆生

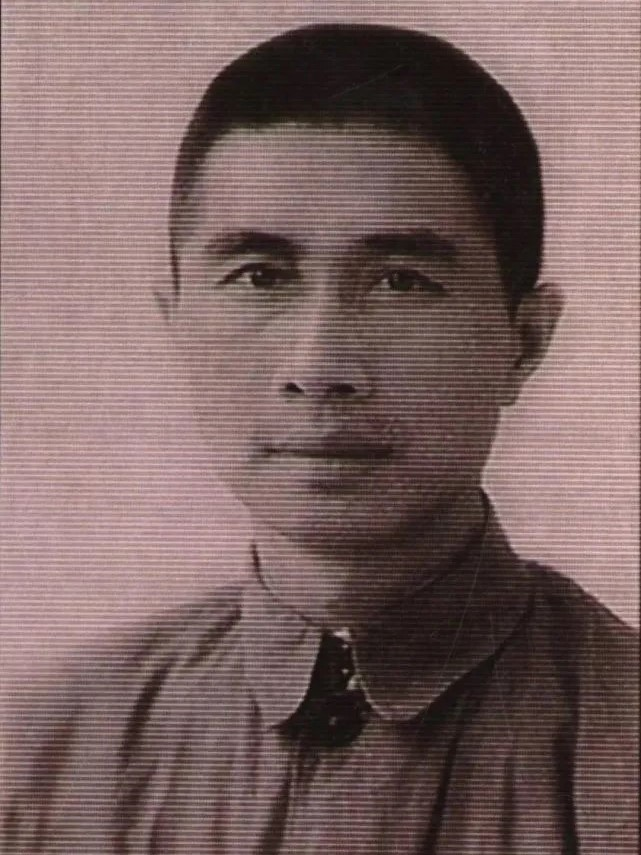
年轻的祝榆生

祝榆生（1918年11月—2014年10月23日 ），重庆人，99式主战坦克总设计师。

## 生平
1937年，祝榆生考入黄埔军校，入学不久，转投八路军，1938年加入中国共产党，进入八路军115师参加抗日战争。1948年，在一次迫击炮试射中，祝榆生因事故失去了右臂。之后在军工领域从事教学与科学工作，直到离休。中华人民共和国建立后，祝榆生获得全国战斗英雄、二级独立自由勋章、二级解放勋章。1984年，99式主战坦克（当时称“第三代主战坦克”）立项，由中国兵器工业集团负责研制，国防科工委副主任邹家华邀请时年66岁，已经离休的祝榆生作为总设计师。2003年，祝榆生离开工作岗位。2014年去世。

## 荣誉
- 获得全国战斗英雄、二级独立自由勋章、二级解放勋章。
- 2005年被授予“兵器工业科技发展终身成就奖”。